# 小林美夫
小林 美夫（こばやし よしお、1928年3月25日 - 2017年10月5日）は、日本の建築家、教育者。勲等は瑞宝中綬章。学位は工学博士。株式会社アトリエ・K主宰、日本大学名誉教授。

## 概要
埼玉県生まれ。
1950年、日本大学卒業後、日本放送協会建築部に採用された。1958年には母校である日本大学の講師に就任し、1973年より理工学部教授に就任した。日本大学では長く後進の育成にあたった。
また、自身の建築設計事務所としてアトリエ系建築設計事務所「アトリエ・K」を主宰した。
主要な作品としては、岩手県営体育館、秋田県立体育館、日本薬学会長井記念館、東京薬科大学八王子キャンパス、静岡県立大学などが挙げられる。桃生町農業者トレーニングセンターにて、社団法人日本建築学会東北支部より第1回東北建築賞作品賞を授与された。また、静岡県立大学にて、社団法人建築業協会より第32回BCS賞が授与された。
2017年10月5日午後7時59分、心不全により自宅で死去。

## 作品

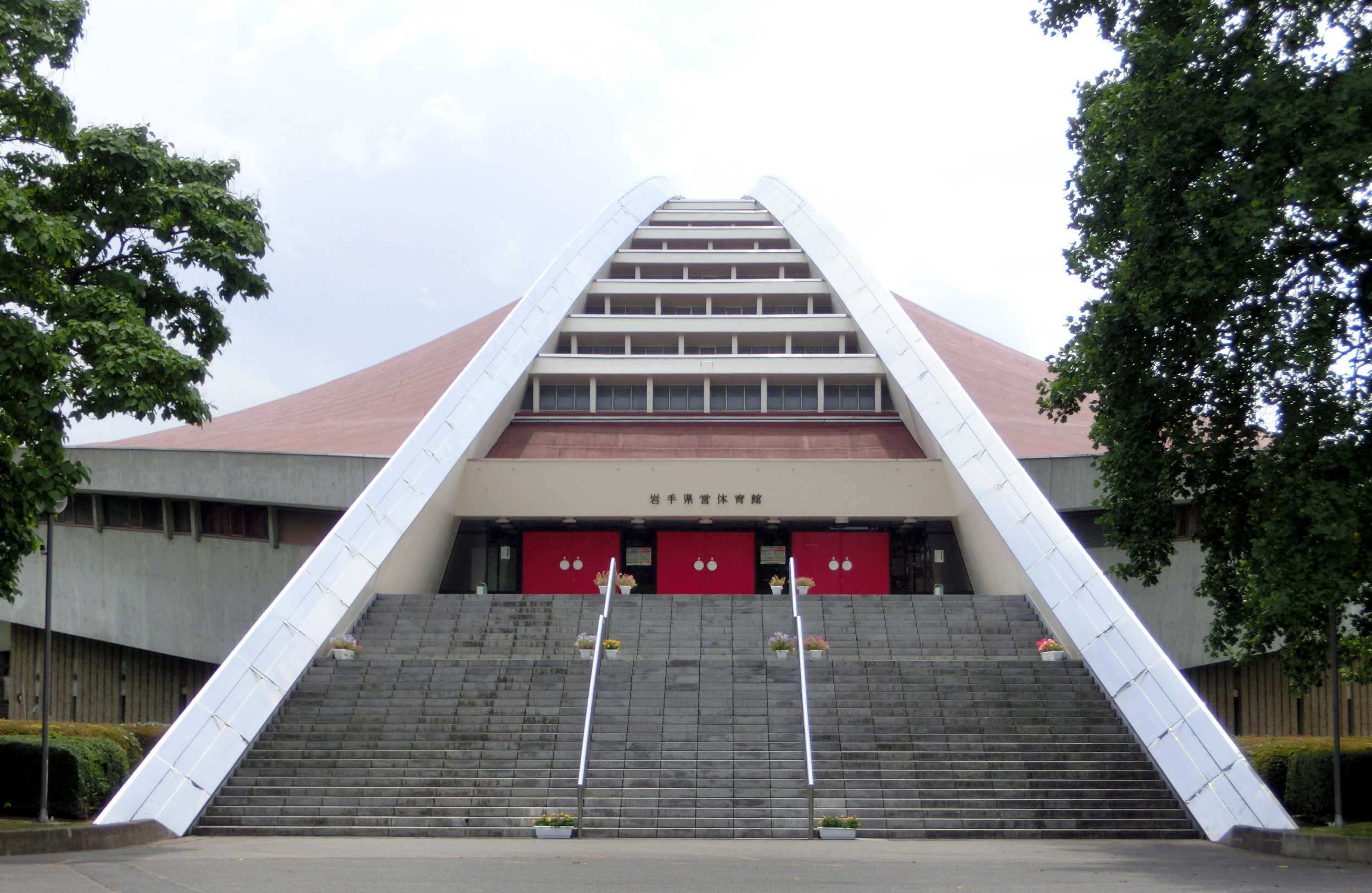
岩手県営体育館
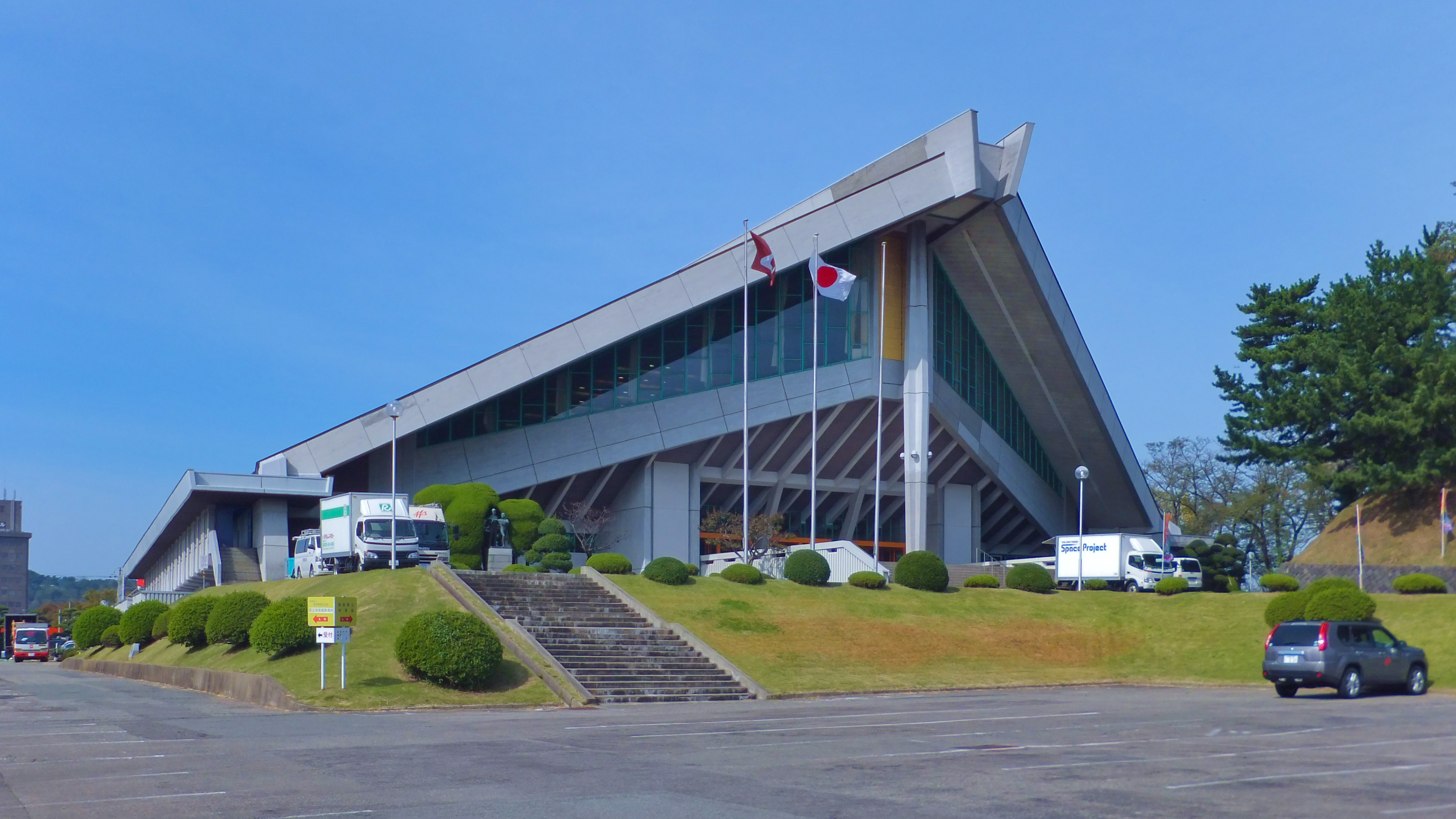
秋田県立体育館
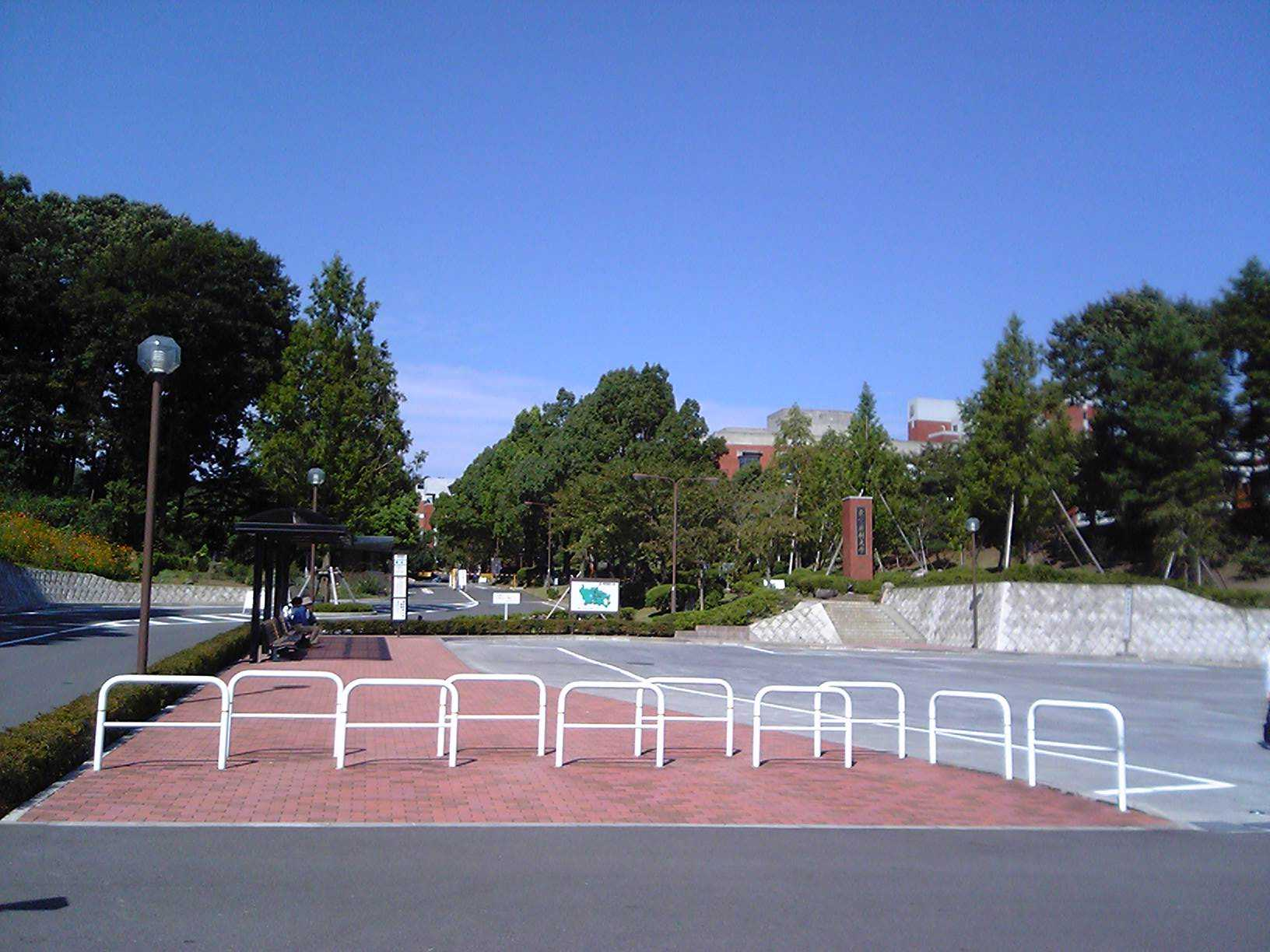
東京薬科大学八王子キャンパス
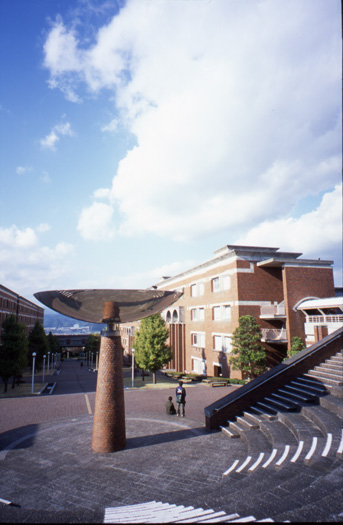
静岡県立大学

## 賞歴
- 1980年 - 東北建築賞。
- 1991年 - BCS賞。

## 栄典
- 2008年11月 - 瑞宝中綬章[5]。